# Abadía de Lubiąż
La abadía de Lubiąż (en polaco: Opactwo Cysterskie w Lubiążu; en latín: Luba o Abbatia Lubensis; en alemán: Kloster Leubus), también conocida comúnmente abadía de Leubus,  es una antigua abadía cisterciense de Silesia ubicada cerca del pueblo del mismo nombre Lubiaz (Leubus antes de 1945), en el voivodato de Baja Silesia en el suroeste de Polonia, a unos 54 km al noroeste de Breslavia (la antigua Breslau).
La abadía, fundada el 16 de agosto de 1163 y establecida en 1175, es uno de los complejos arquitectónicos cristianos más grandes del mundo, con un área techada de unos 25 000 m². Construida durante siglos, se considera una obra maestra barroca de la  arquitectura de Silesia. Es el edificio cisterciense más grande del mundo y su fachada, de 223 m de longitud, es la más larga de Europa después de la de El Escorial en España. En las criptas hay 98 momias bien conservadas de muchos duques de Silesia de los Piastas de Silesia.
La abadía disfrutó de una relativa prosperidad en la Edad Media y sufrió después destrucciones importantes durante dos tercios del siglo XVII. Posteriormente, fue reconstruida y vivió un siglo de edad de oro, al que las tropas napoleónicas pusieron fin al secularizar el monasterio.
Desde 1989, la abadía ha sido renovada y se ha convertido en un importante destino turístico. En 2020, la renovación aún no estaba finalizada.

## Localización

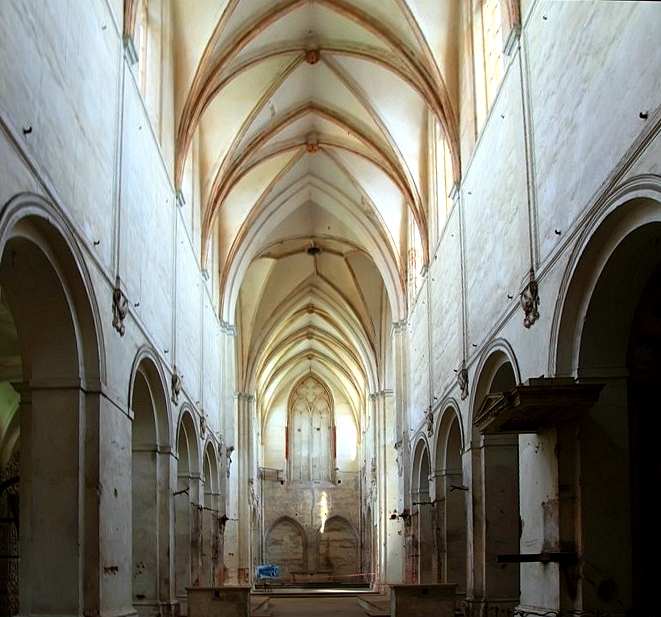
La nave de la iglesia abacial, con sus arcos románicos que sostienen una bóveda gótica posterior

La abadía se encuentra en la gmina de Wołów, más precisamente río arriba del pueblo de Lubiąż, en la margen derecha del río Oder (Odra), cerca de un vado en un recodo del río. La región de la Baja Silesia de la que forma parte está en Polonia, pero ha permanecido durante siglos en Prusia, de la que ha conservado una gran parte del patrimonio cultural.

Exteriores de la abadía
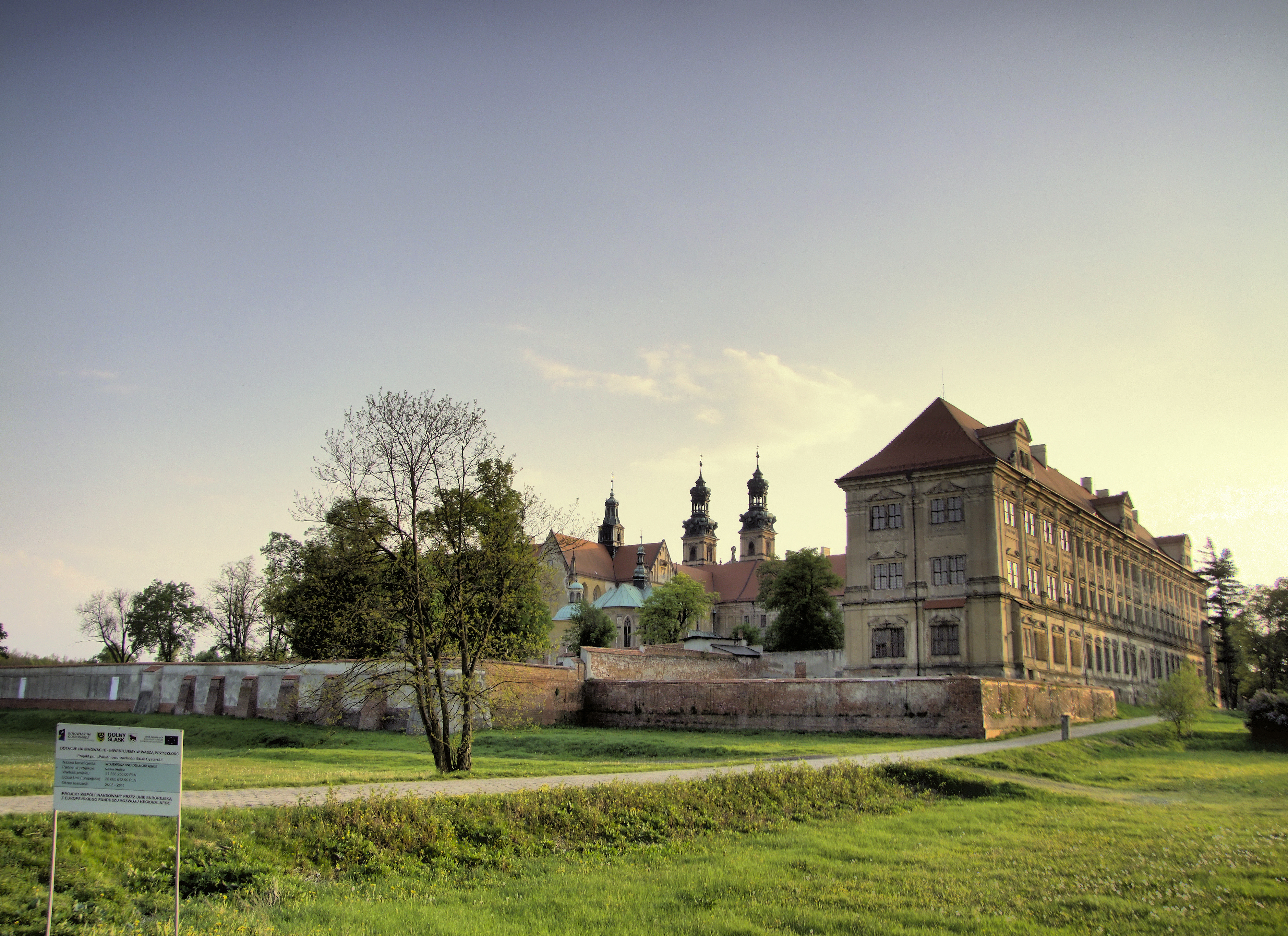
Vista general de la abadía
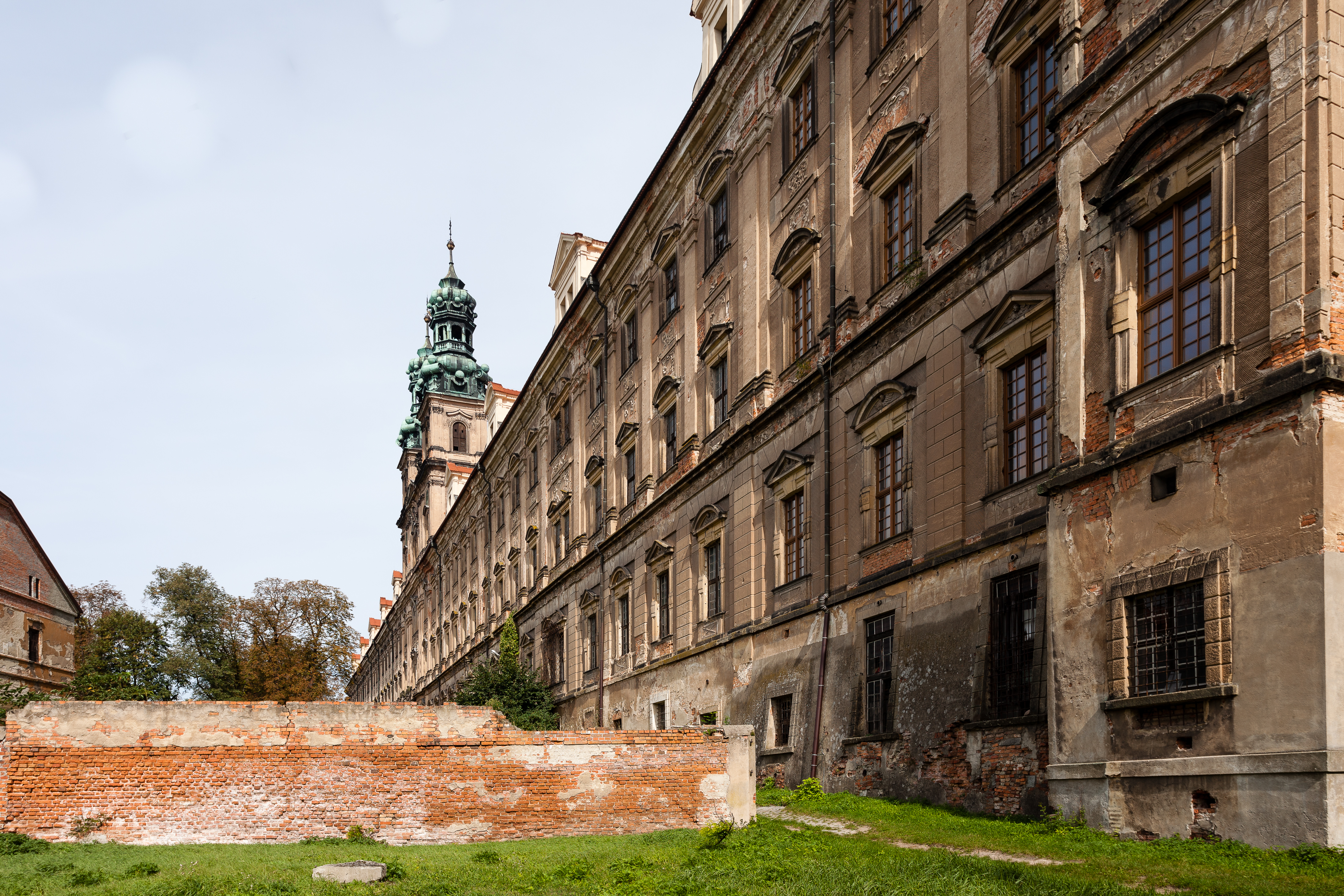
La fachada principal
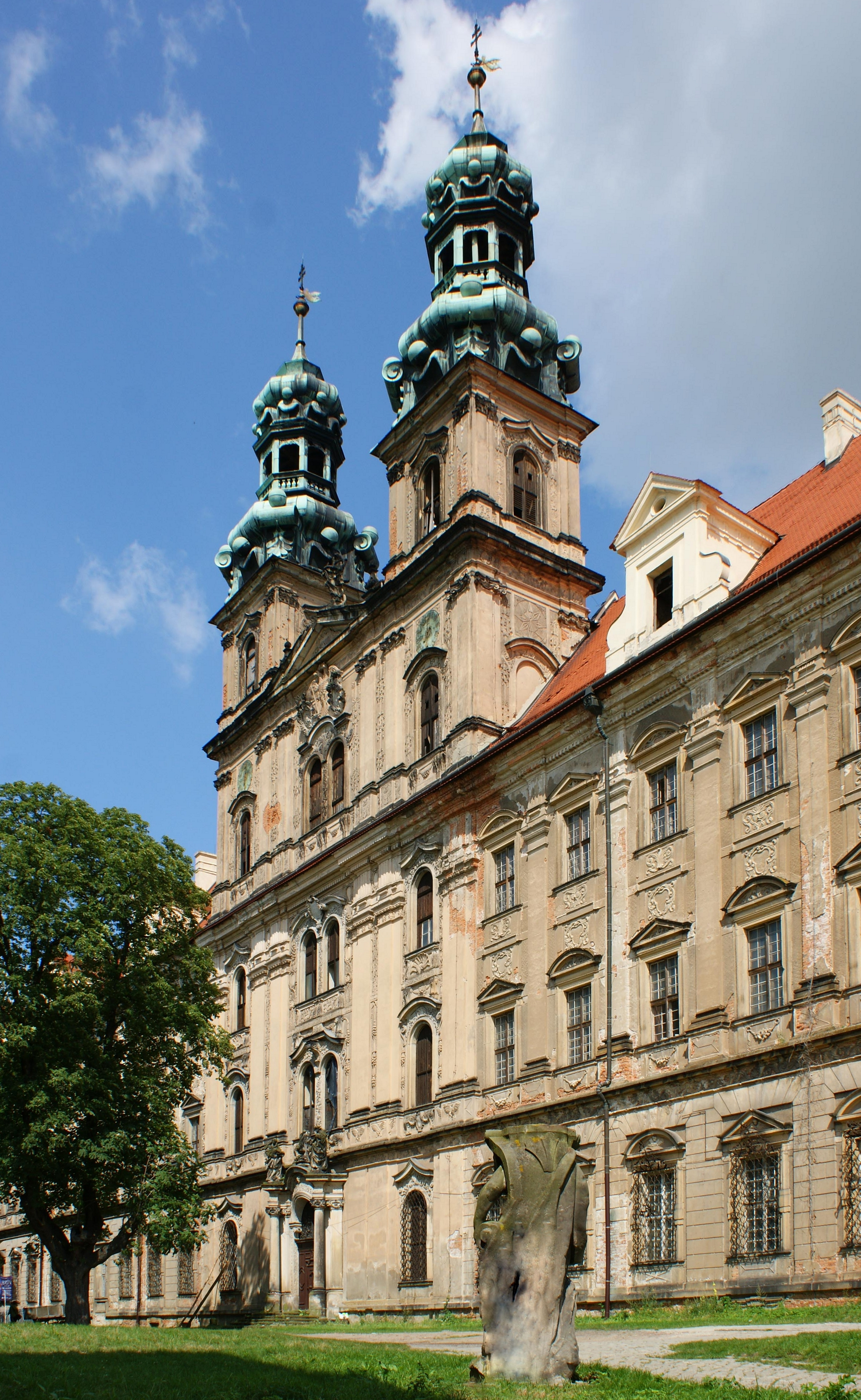
La iglesia de la abadía de Santa María
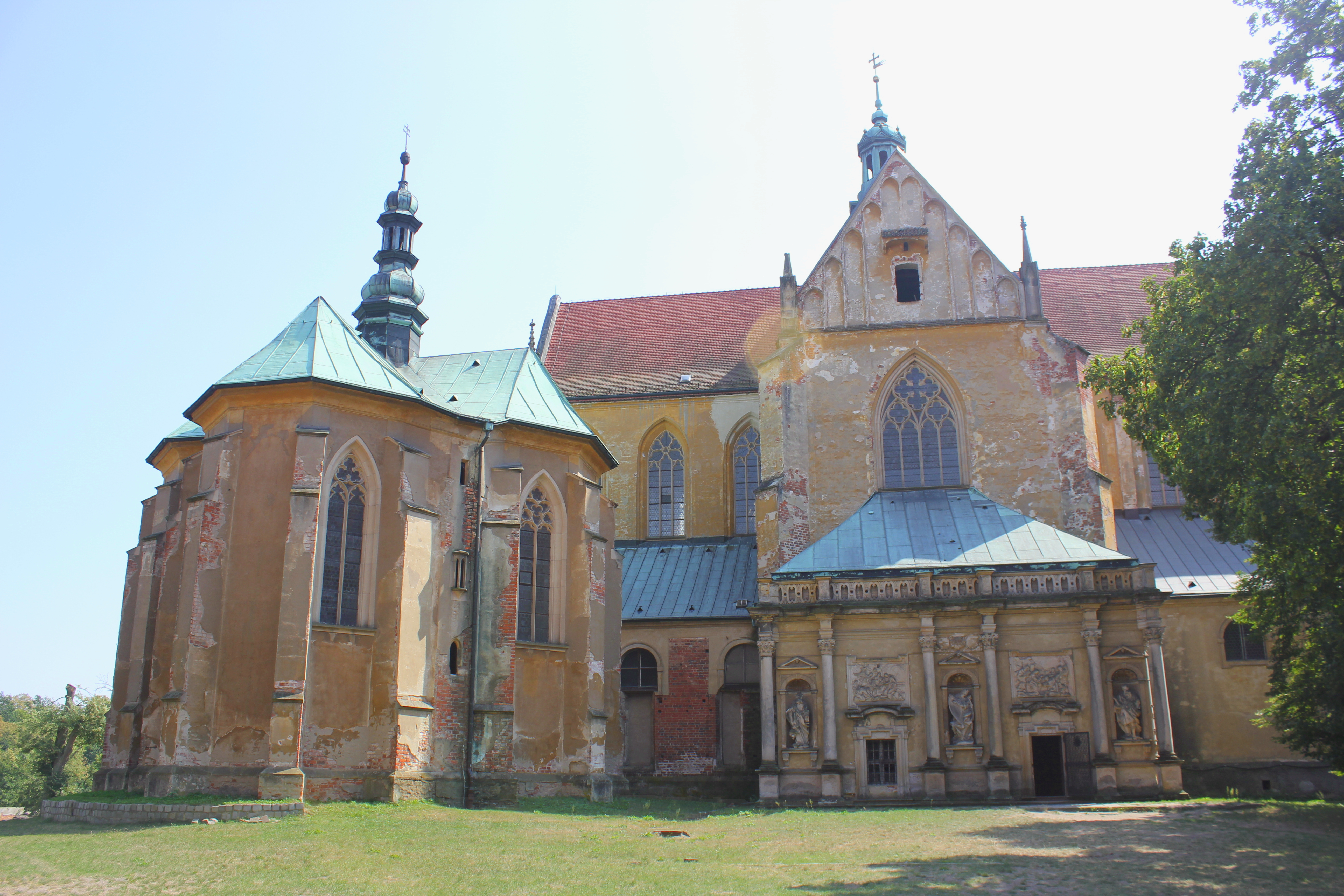
Lateral de la iglesia abacial, con la capilla del Príncipe

## Historia

### Antes de los cistercienses
Parece que el monasterio cisterciense fue construido en el sitio de un establecimiento benedictino anterior, necesariamente de estilo románico, probablemente fundado alrededor de 1050 y después destruido en 1108 durante la invasión de Silesia por el emperador Enrique V. Ya había sido abandonado antes de 1163. En ese momento, el área pertenecía al ducado de Silesia, legado por el duque Boleslao III Wrymouth de  Polonia a su hijo mayor Vladislao II el Desterrado en 1138. En un conflicto fratricida de los Piastas de Silesia, Władysław fue expulsado por su hermano menor y huyó a Altenburg en el Sacro Imperio Romano Germánico. Con la ayuda del emperador Federico Barbarroja, sin embargo, sus hijos fueron restaurados en su herencia de Silesia en 1163.

### Fundación
El hijo mayor de Władysław, el duque Boleslao I el Alto, había pasado varios años en el exilio alemán. Cuando asumió el gobierno de la Baja Silesia, invitó a los monjes cistercienses de la abadía de Pforta en el río Saale (en la actual Turingia ) y los instaló el 16 de agosto de 1163 en Lubiąż como los primeros de su orden en Silesia. El primer complejo del monasterio estuvo en construcción hasta 1175, cuando el duque Bolesław I emitió la carta de fundación oficial en el castillo de Grodziec  el 21 de marzo de ese año. Gracias a las obras de drenaje, los monjes recuperaron tierras en los alrededores pantanosos del monasterio, implementaron la rotación de cultivos en tres campos y plantaron viñedos. Sus esfuerzos tuvieron éxito y marcaron el comienzo de la época medieval alemana Ostsiedlung en Silesia.
El fundador de la abadía también decidió ser enterrado en ella, elección que hicieron más tarde otros  duques de Silesia y miembros de los Piastas de Silesia.

### Desarrollo medieval

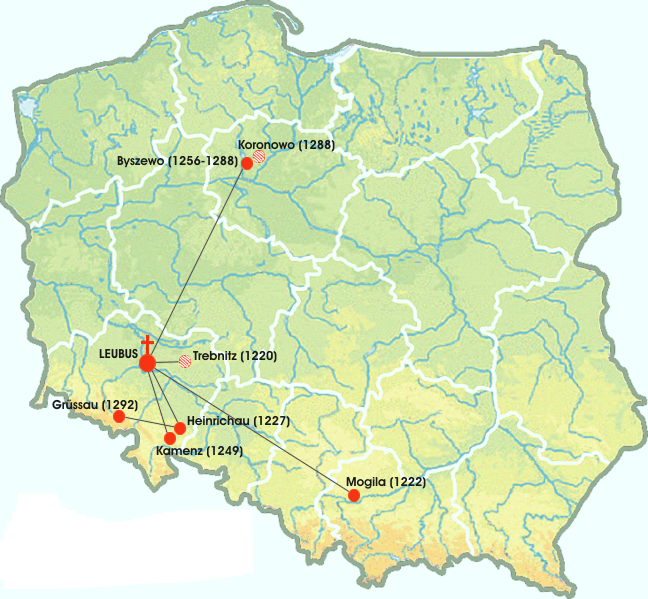
La filiación de la abadía de Lubiąż.

Hacia el año 1200 se reconstruyó la iglesia de la abadía, en ese momento el primer edificio gótico de ladrillo de la región. Cuando el duque Bolesław I murió en 1201 y fue enterrado en ella Inocencio III confirmó en 1201 la carta de fundación, momento en que la abadía ya tenía posesiones en veintisiete pueblos de los alrededores. El ascenso de Leubus continuó bajo el gobierno de su hijo, el duque Enrique I el Barbudo y de su consorte Eduviges de Andechs. En 1202 la pareja estableció la abadía de Trzebnica, que en 1220 se convirtió en la casa hija de Leubus por orden del papa Honorio III. Fue seguida por el establecimiento en 1222 de la abadía de Mogiła (hoy en día parte de Nowa Huta) en la Pequeña Polonia y de la abadía de Henryków en 1227. En 1249 los monjes de Leubus se hicieron cargo de la antigua abadía agustina de Kamieniec y en 1256 incluso establecieron un monasterio en Byszewo en Cuyavia, trasladado a Koronowo en 1288.
La invasión mongola de 1241 no afectó a la abadía. Esta desarrolla la agricultura, en particular, la horticultura, las huertos, la apicultura, la pesca, la viticultura. El monasterio crea minas de oro, talleres, mataderos, molinos. En el siglo XIV, la abadía desarrollaba actividades en sesenta y cinco aldeas y quince granjas.
La biblioteca medieval de la abadía era particularmente reputada, con novecientas obras.
Desde 1249 a 1844, el lugar tuvo privilegios de ciudad. En 1327, el duque de Silesia Enrique VI el Bueno se declaró vasallo del rey Juan de Bohemia, y cuando murió sin herederos varones en 1335, sus tierras, incluido Leubus, pasaron a manos del reino de Bohemia.

### Las destrucciones
Los problemas comenzaron con las guerras husitas, a mediados del siglo XV. Buena parte de la base económica del monasterio quedó arruinada, pero la situación empeoró aún más cuando el duque guerrero Jan II el Loco  confiscó el monasterio para convertirlo en un pabellón de caza en 1492. Los monjes no recuperaron su abadía hasta 1505 cuando Jan II se retiró a Fráncfort del Óder en Brandeburgo.
En el siglo XVI la abadía tuvo que lidiar con la Reforma protestante y la herencia de las Tierras de la Corona de Bohemia por parte de la Casa de Habsburgo austriaca.
La abadía todavía sufrió saqueos y destrucción durante las guerras que afectaron a Polonia en el siglo XVII, en especial en la Guerra de los Treinta Años y en la Primera Guerra del Norte (1655-1660) (calificada como «El Diluvio» en Polonia). En particular, Leubus fue ocupada y saqueada por las tropas suecas en 1638, que se llevaron el tesoro de la abadía y los relicarios. Por razones de seguridad, la biblioteca se trasladó en 1642 a Szczecin, donde un rayo hizo que se quemara por completo.

### La edad de oro

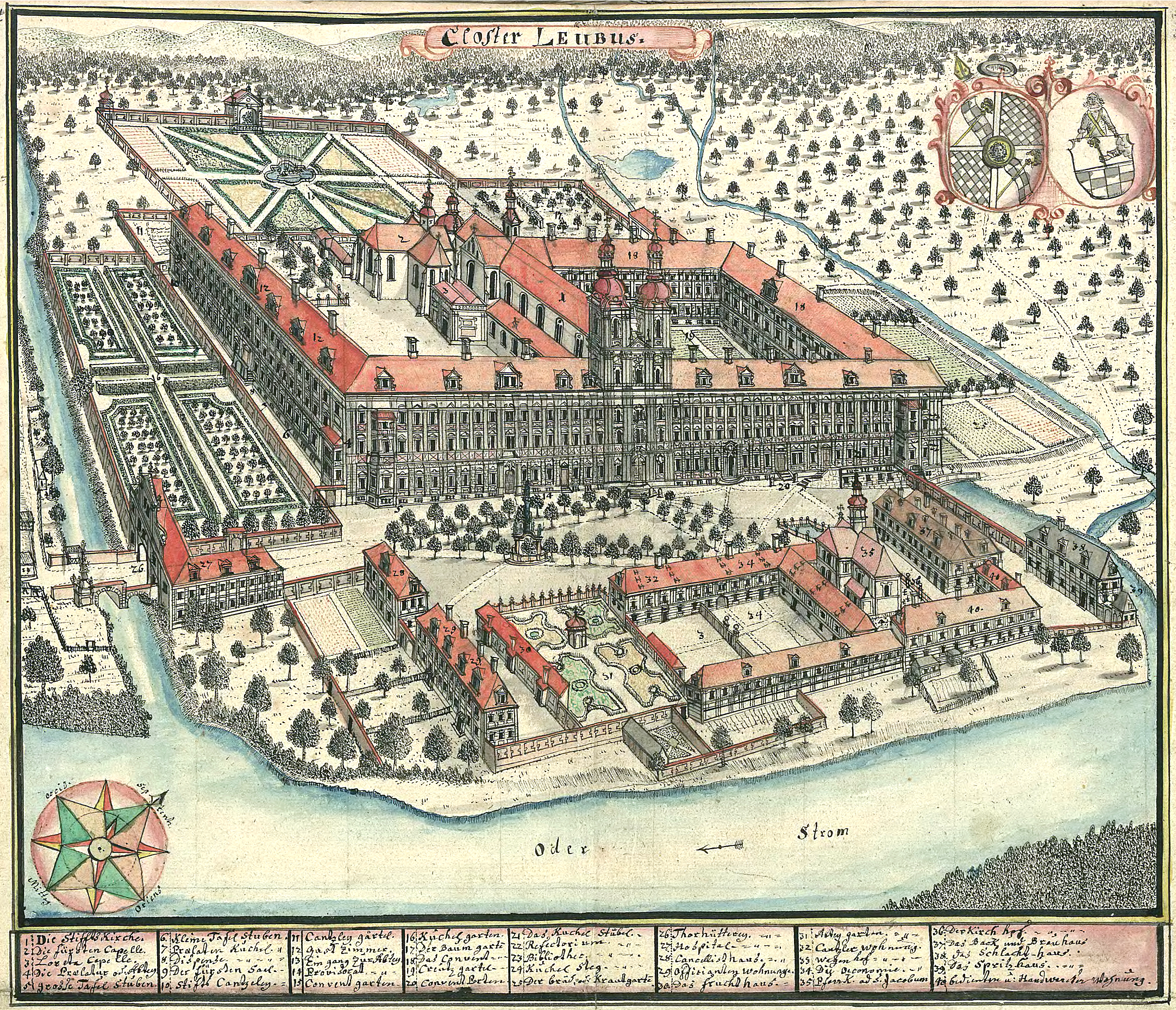
Representación de la abadía del

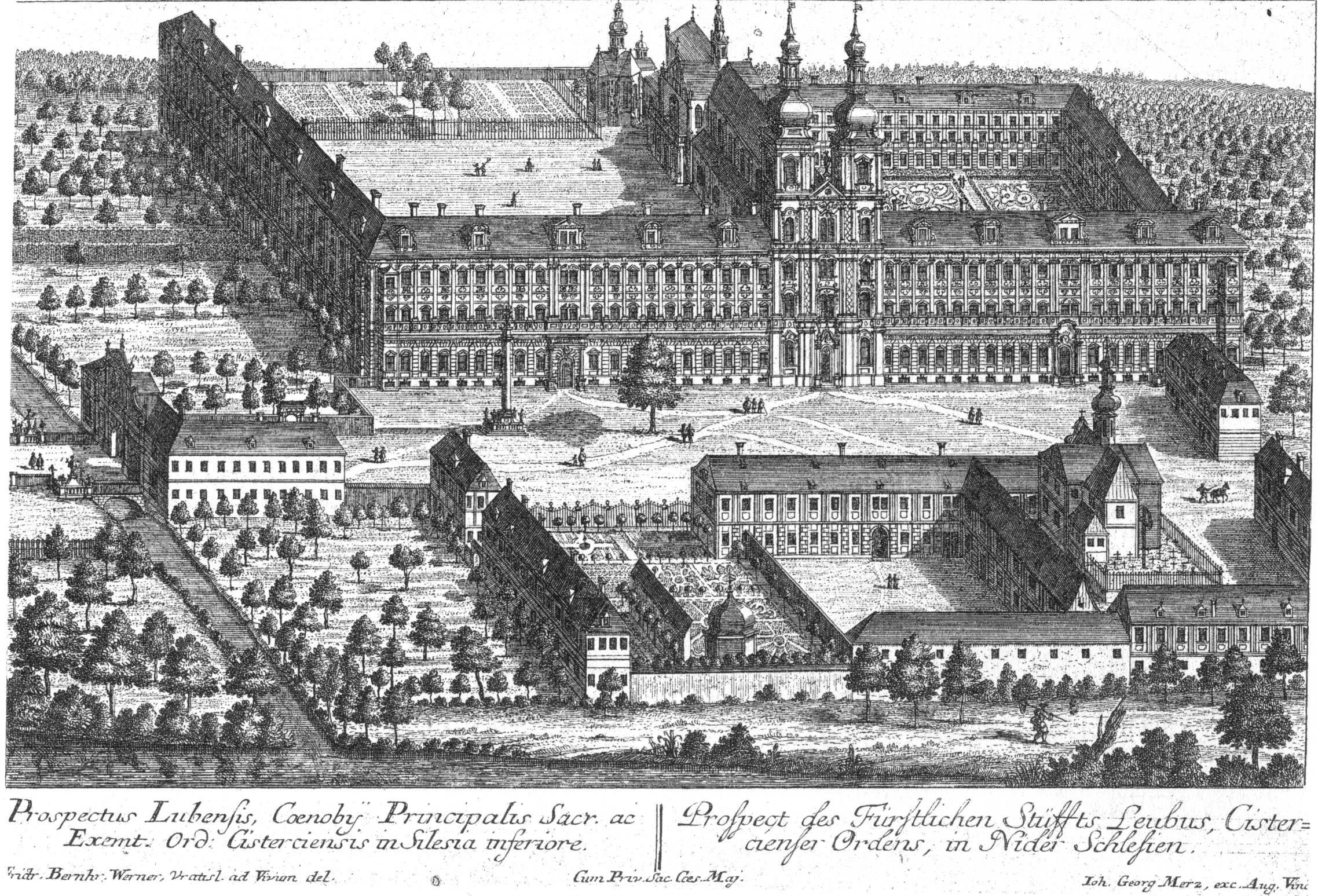
La abadía de Lubiąż en el, grabado de Friedrich Bernhard Werner.

La abadía fue completamente reconstruida después de la guerra, entre 1681 y 1739, durante los abaciatos de Arnold Freiberger, Johann Reich, Dominik Krausenberger, Baltazar Nietzsche, Ludwig Bauch y Konstant Beyer. La iglesia abacial fue decorada (entre 1672 y 1681) en estilo barroco, en el que trabajaron especialmente los pintores Michael Willmann —después de su conversión a la fecatólica, empleado en la abadía desde aproximadamente 1660 hasta su muerte en 1706.— y Felix Anton Scheffler  y los escultores Matthias Steinl y Franz Joseph Mangoldt.
El nuevo monasterio, que se adorna en esa ocasión con la fachada monumental que lo caracteriza, se enriquece en particular con un hall de entrada de 270 m², un hospital, una panadería, una cervecería, pero también un acueducto (1649), dos jardines con sus fuentes, el palacio abacial (el ala norte larga del monasterio, 1681-1699), el claustro nuevo (1695-1715), una nueva iglesia Saint-Jacques (1729). Finalmente, entre 1737 y 1747 se realizó y decoraron el refectorio y la biblioteca.

### La secularización
El 21 de noviembre de 1810 la abadía fue secularizada por las tropas prusianas entonces subordinadas a Napoleón, lo que permitió al rey de Prusia Federico Guillermo III apoderarse de todas las propiedades eclesiásticas de sus Estados. Secularizada, la abadía se convirtió en un establecimiento para deficientes mentales.

### La abadía bajo el Tercer Reich
La actividad que tuvo lugar en Lubiąż durante el período nazi es difícil de conocer. Los documentos de archivo indican que la empresa Telefunken era la propietaria del sitio en 1943. En 1936, se había construido una gran fábrica; parece que se realizaron investigaciones secretas relacionadas con la tecnología del radar en los edificios de la antigua abadía que albergaba una empresa llamada «Schlesische Werkstätten Dr. Fürstenau & Co., GmbH». El mayor Siorek, que ha estudiado esa parte de la historia de la abadía, cree que la abadía habría sido después, o podría haber sido, una base de lanzamiento de misiles V1 y V2 (utilizando prisioneros como mano de obra). En cualquier caso, parecería que los vastos edificios contenían el oro incautado a la población civil local (el mayor Siorek presenta la cifra de seis toneladas de metales preciosos), así como platino industrial, que iba a ser utilizado para las necesidades de Telefunken.
Al final de la guerra, la antigua abadía albergaba a soldados del Ejército Rojo y luego a un hospital psiquiátrico militar ruso, con daños importantes (p. ej., los muebles de madera fueron quemados en las estufas). Siguieron décadas de negligencia.  En 1980 y 1981, el ministro del Interior Czesław Kiszczak y luego el propio general Jaruzelski ordenaron registros minuciosos para encontrar un potencial tesoro de guerra . Esa investigación descubrió un cofre en el que se almacenaban 1353 monedas de oro y plata, un tesoro cuyo valor se estimaba entonces en 3,8 millones de złotys, es decir unos 61 400 dólares. Es posible que esa suma haya sido enterrada durante la secularización; en cualquier caso, es muy poco probable que fuera un tesoro de guerra nazi.
Sin duda, el verdadero tesoro de guerra de la abadía debe buscarse desde un punto de vista industrial. El periodista Tomasz Bonek ha estimado que el trabajo realizado en los sótanos del monasterio, transformado en laboratorio, por los físicos Herbert Mataré y Heinrich Welker habría resultado, en 1942, en la creación del primer transistor, seis años antes de su invención estadounidense por  John Bardeen, William Shockley y Walter Brattain.

## La abadía
La abadía de Lubiąż es la abadía cisterciense más grande del mundo; en particular, la fachada del edificio principal, de 223 metros de longitud, es la más larga de Europa.
La abadía medieval contaba con tres iglesias: la abacial (consagrada, según la tradición cisterciense, a la Virgen María) y dos iglesias parroquiales, consagradas, respectivamente, a Santiago el Mayor y a su hermano Juan el Apóstol. Aquí está enterrado el duque Boleslao I.

Interiores de la abadía
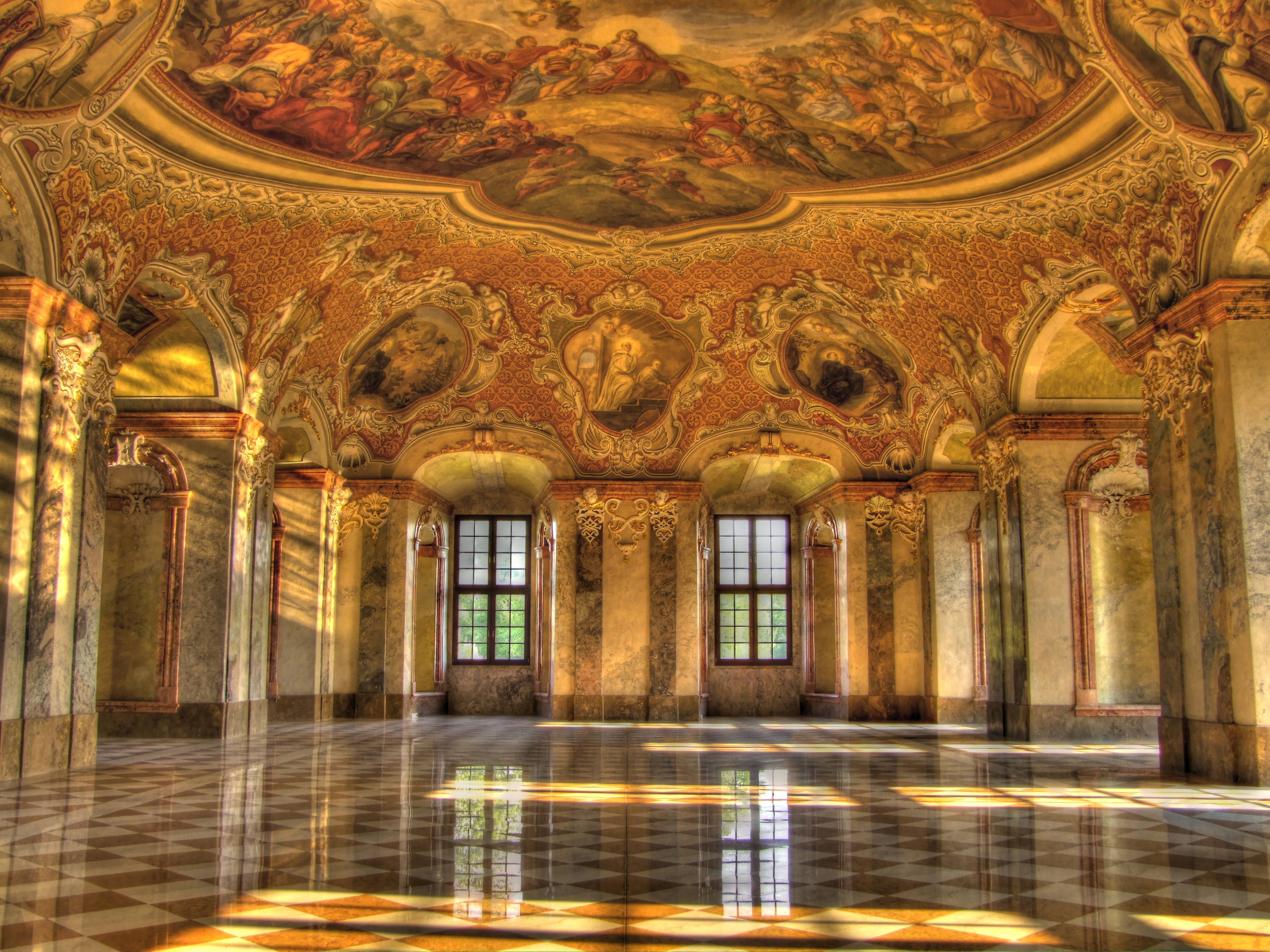
Refectorio principal
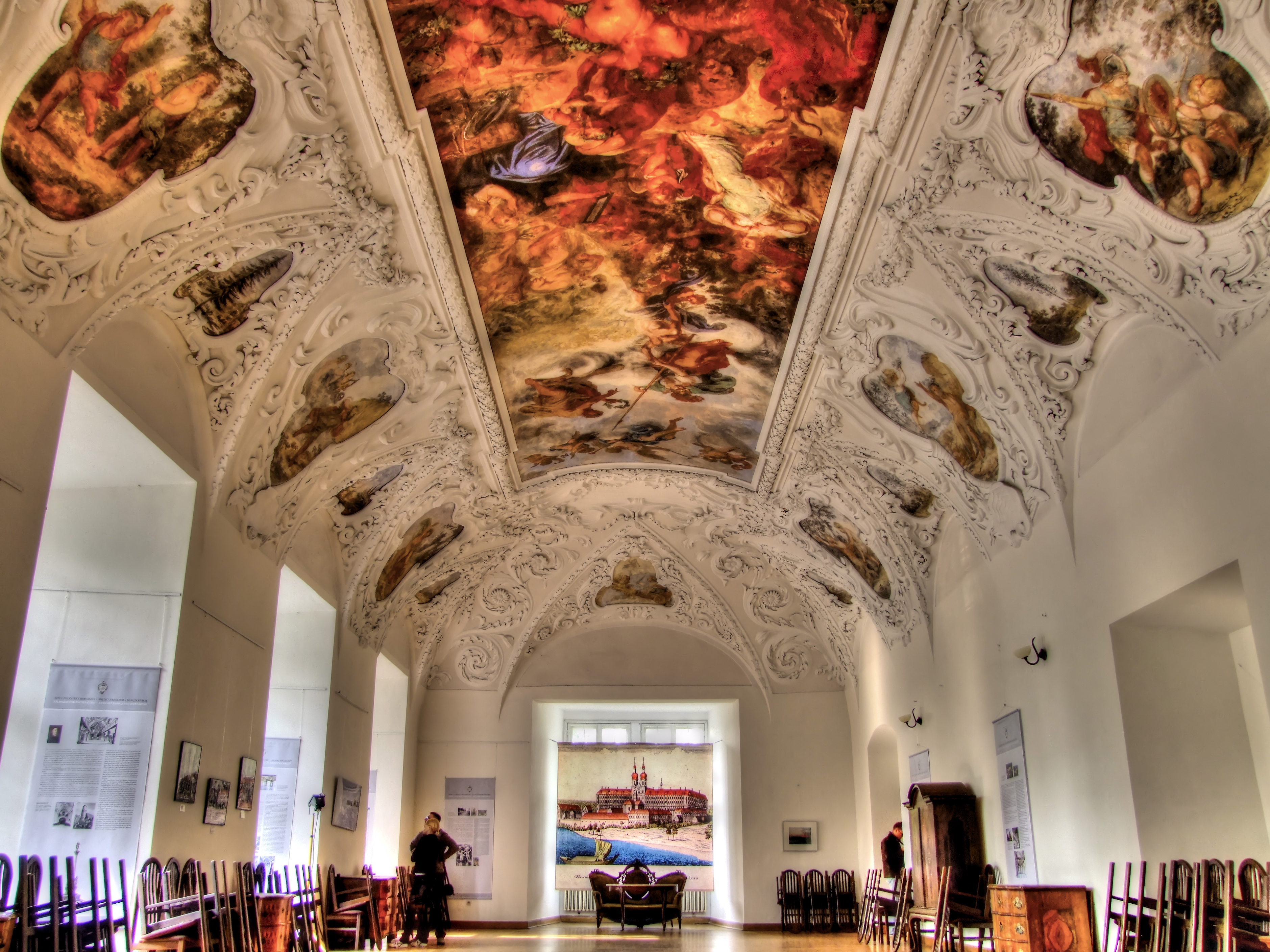
Refectorio de verano
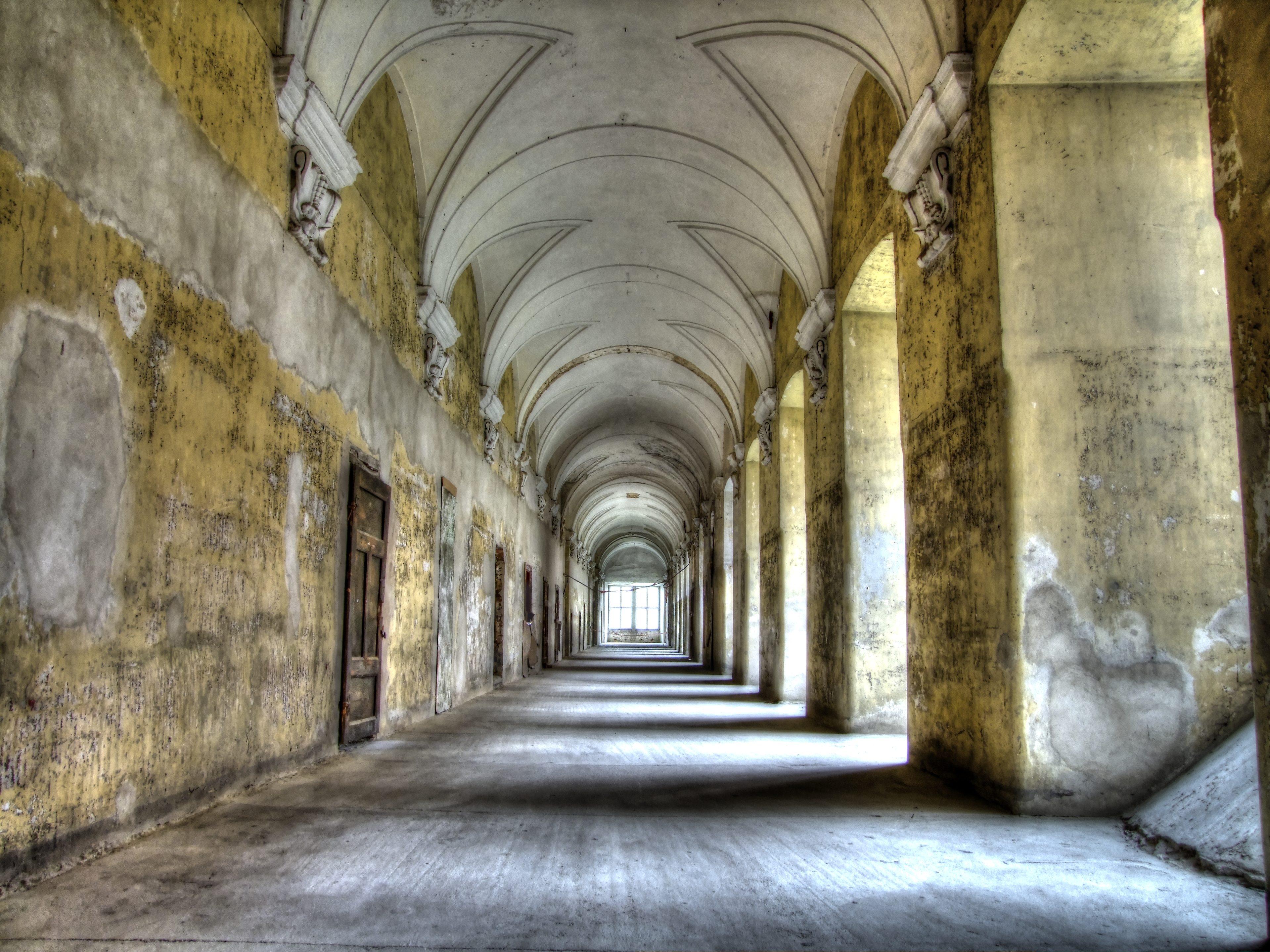
Uno de los pasillos
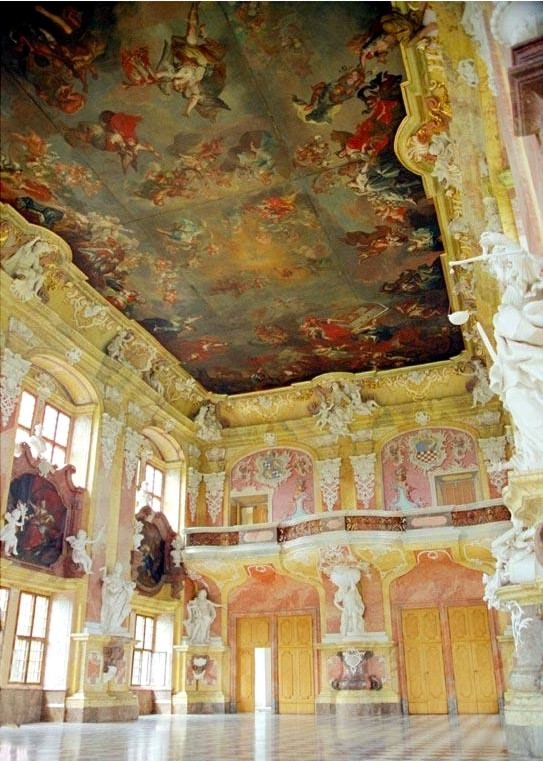
El lado occidental del Salón del Príncipe

## Enterramientos
- Boleslao I el Alto
- Boleslao III el Generoso
- Michael Willmann